# Mörtevattnet (Håbols socken, Dalsland)
Mörtevattnet är en sjö i Dals-Eds kommun i Dalsland och ingår i Göta älvs huvudavrinningsområde.